# Miquèu Montanaro
Pour les articles homonymes, voir Montanaro (homonymie).
 (septembre 2011).
Si vous disposez d'ouvrages ou d'articles de référence ou si vous connaissez des sites web de qualité traitant du thème abordé ici, merci de compléter l'article en donnant les références utiles à sa vérifiabilité et en les liant à la section « Notes et références ».
 (août 2024).
La mise en forme du texte ne suit pas les recommandations de Wikipédia : il faut le « wikifier ».
Les points d'amélioration suivants sont les cas les plus fréquents :
- Les titres sont pré-formatés par le logiciel. Ils ne sont ni en capitales, ni en gras.
- Le texte ne doit pas être écrit en capitales (les noms de famille non plus), ni en gras, ni en italique, ni en « petit »…
- Le gras n'est utilisé que pour surligner le titre de l'article dans l'introduction, une seule fois.
- L'italique est rarement utilisé : mots en langue étrangère, titres d'œuvres, noms de bateaux, etc.
- Les citations ne sont pas en italique mais en corps de texte normal. Elles sont entourées par des guillemets français : « et ».
- Les listes à puces sont à éviter, des paragraphes rédigés étant largement préférés. Les tableaux sont à réserver à la présentation de données structurées (résultats, etc.).
- Les appels de note de bas de page (petits chiffres en exposant, introduits par l'outil «  Source ») sont à placer entre la fin de phrase et le point final[comme ça].
- Les liens internes (vers d'autres articles de Wikipédia) sont à choisir avec parcimonie. Créez des liens vers des articles approfondissant le sujet. Les termes génériques sans rapport avec le sujet sont à éviter, ainsi que les répétitions de liens vers un même terme.
- Les liens externes sont à placer uniquement dans une section « Liens externes », à la fin de l'article. Ces liens sont à choisir avec parcimonie suivant les règles définies. Si un lien sert de source à l'article, son insertion dans le texte est à faire par les notes de bas de page.
- La présentation des références doit suivre les conventions bibliographiques. Il est recommandé d'utiliser les modèles {{Ouvrage}}, {{Chapitre}}, {{Article}}, {{Lien web}} et/ou {{Bibliographie}}. Le mode d'édition visuel peut mettre en forme automatiquement les références.
- Insérer une infobox (cadre d'informations à droite) n'est pas obligatoire pour parachever la mise en page.

Pour une aide détaillée, merci de consulter Aide:Wikification.
Si vous pensez que ces points ont été résolus, vous pouvez retirer ce bandeau et améliorer la mise en forme d'un autre article.
Miquèu Montanaro, né le 13 août 1955 à Hyères dans le Var, est un auteur-compositeur et musicien français.

## Biographie
Miquèu Montanaro, né à Hyères en 1955, étudie le saxophone avant de faire un long passage par la musique traditionnelle provençale, tendance galoubet-tambourin.
Passionné depuis ses débuts par les croisements de cultures, tant géographiques qu’historiques, son œuvre est marquée par les collaborations, les rencontres, tout en évoluant dans différents genres musicaux, tantôt dans les musiques improvisées (Barre Phillips, Alan Vitous, Serge Pesce, Fabrice Gaudé), les musiques du monde (Carlo Rizzo, Keyvan Chemirani, Fouad Didi, Baltazar Nagy-Montanaro, Mòser Àdàm, Marton Kovàcs, Kavkazz, Nova Troba), la chanson (Arthur H, Georges Moustaki, Sylvie Berger, Bori Orbàn, Sarah Lenka), les nouvelles musiques traditionnelles (Laurence Bourdin, Pierre-Laurent Bertolino, Estelle Amsellem, Amanda Gardone) la musique ancienne (Kobzos Kiss Tamàs, Kecskés, Gérard Le Vot, Maurizio Mingardi et Musica Historica) ou encore la musique de chambre (Quatuor Talich, OCTV, Quatuor Aviso, Orchestre de Chambre de Melbourne). Il a acquis une maîtrise du rapprochement, de la construction de passerelles musicales délicates, qui sans jamais renier ses racines provençales, le porte vers un langage universel. 
Il crée aussi dans le cadre de la musique électro (avec Christian Sebille et Jean-François Vrod), des musiques d'illustration pour les éditions Parsiparla (car il est multi-instrumentiste). 
Plusieurs centaines de concerts l’ont emmené aux quatre coins du monde, de l’Amérique latine à l’Europe centrale, de l’Afrique à Coursegoules en passant par les États-Unis et l’Indonésie. Si le multi-instrumentiste qu’il est facilite les rencontres, c’est aux flûtes qu’il a acquis virtuosité, liberté et inventivité. Une partie de ses compositions est destinée au théâtre, pièces, ballets, spectacles divers, ainsi que pour des dessins animés et des courts métrages.
Son spectacle solo, Raga Tambourin, renouvelle le galoubet tambourin, cantonné habituellement à la musique traditionnelle provençale, par son approche originale du galoubet et une virtuosité inégalée au tambourin. L’instrument parle alors les langages que Montanaro lui a appris : jazz, musiques africaines, musiques d’Europe de l’Est, musiques improvisées.
Avec la création d’Un Pont sur la mer, son travail de compositeur questionneur de cultures est reconnu. En effet, il signe la création d’une nouvelle nouba (la Nouba de la 25e heure) qui renouvelle le genre de la musique arabo-andalouse, libérant ainsi la créativité des jeunes maîtres de cet art.
Sous la forme de groupe, c’est avec Vents d’Est que Montanaro marque les esprits : tourbillon où se rencontrent les influences hongroises et provençales, et plus largement méditerranéennes (constitué d’un noyau dur autour de Montanaro et des musiciens hongrois des groupes Vujicsics et Ghymes). Cette aventure est jalonnée d'invitations de musiciens d’horizons divers qui répètent à Correns. À partir de ces répétitions et avec quelques passionnés du village, il invente « Les Joutes musicales de printemps » qui lui feront rêver d’un lieu permanent de résidence en Provence dédié à la création et ouvert à d'autres groupes. Ces « Joutes » sont aussi devenues, au fil des années, un festival de musiques du monde de renommée régionale, puis nationale et internationale (ne serait-ce par les musiciens invités), et elles connaissent un grand succès — tout en conservant leur caractère associatif — pour un village de la taille de Correns. Elles ont généralement lieu chaque année au cours du week-end prolongé de Pentecôte. 
Montanaro est titulaire du D.E. en musiques traditionnelles et enseigne la musique d’ensemble en stage, atelier ou master class. En 1998, il est lauréat « Villa Médicis Hors les murs », l'Association française d'action artistique (AFAA) lui attribuant cette bourse pour la mise en œuvre du tour de la Méditerranée, concerts escales dans les ports méditerranéens de sa composition « Ballade pour une mer qui chante ». Malgré son ajournement, ce projet est ainsi en 2001 à l'origine de la mise en place du Chantier, « Centre de création pour les nouvelles musiques traditionnelles », implanté au Fort Gibron dans ce même village de Correns (Var). Puis, en 2006, souhaitant se recentrer sur son activité première de création musicale, Montanaro quitte la direction artistique du Chantier qui ajoute « Musiques du monde » à son intitulé. Des amis fidèles créent alors une structure entièrement consacrée à la Compagnie Montanaro, le Mouvement international des musiques ouvertes, qui porte désormais toutes ses activités.

## Compagnie Montanaro
La Compagnie Montanaro – constituée en collectif depuis 2001 – propose des créations dans le domaine des musiques improvisées, nouvelles musiques traditionnelles et musiques du monde, sous la direction artistique de Miquèu Montanaro.
Chaque projet fait appel à des artistes d’horizons culturels et géographiques divers, certains étant des compagnons de route depuis les débuts (Baltazar Montanaro-Nagy, Laurence Bourdin, Serge Pesce, Fabrice Gaudé, Estelle Amsellem, Nagy Niké …) ; d’autres venant participer aux activités de la compagnie de manière plus ponctuelle, selon les créations.
Ces collaborations marquent la permanence de l’ouverture internationale et l’ancrage provençal, un respect des héritages culturels et une vision décomplexée des métissages.
Le nomadisme artistique de la compagnie Montanaro s’inscrit en fait dans une construction progressive de passerelles entre les musiques, afin de favoriser leurs dialogues et leur évolution ; les créations s’assemblent et se découpent pour constituer des projets tantôt ambitieux, tantôt minimalistes, à la fois variés et convergents.
La compagnie Montanaro fait partie de la Coopérative Internexterne.
En 2020 elle devient Cie Baltazar Montanaro, ce renouvellement de la direction artistique est en même temps une transmission. Miquèu continuant sa route dans de multiples compositions, créations et collaborations, en toute liberté.

## Discographie
- 2024 LIVRE/ALBUM MAR label Tchaï Inouï distribution.
- 2023 CD KAVKAZZ avec Fabien Mornet label Tchaï Inouï distribution.
- 2023 CD CYLSÉE participation aux Flûtes, Guimbarde, Harmonika, Ney.
- 2021: CD MA CHANSON de Bori ORBÀN (Grylus KFT Hongrie)
- 2021: LAVANDE ET JASMIN avec Sissy Zhou label Tchaï Inouïe distribution.
- 2021: CD KAVKAZZ avec Fabien Mornet Label Tchaï Inouï distribution.
- 2020: CD BE avec Baltazar Montanaro-Nagy Cie Montanaro
- 2019:CD TANGÒK avec Àdàm Mòser (Grylus KFT Hongrie)
- 2019: CD participation à l'album de Sarah Lenka Women Legacy
- 2017 : CD KI duo avec Baltazar Montanaro Nagy. IN/EX; L'autre Distribution.
- 2017 : CD Chants Song(e)s. Éditions FIC.
- 2016 : CD/album BD Chants fragiles avec Edmond Baudoin. Éditions de l'Œuf.
- 2014 : CD/Livre Transpòrts. Cie Montanaro.
- 2013 : .G - 52e Rue Est-Modulor
- 2013 : Serdu - 52e Rue Est-Modulor
- 2012 : Ballade a tres voues-La Triode.
- 2012 : Piada Ribas
- 2010 : D'Amor de Guerra - Nord Sud- Codaex.
- 2010 : Voyage en soi - Musique méditative- ADF- Studio SM.
- 2009 : Duo Montanaro – Gryllus Kft. - Kalàka Zenebolt (H).
- 2007 : La Polonaise – CD/DVD – Le Roseau/ Cie Montanaro – Harmonia Mundi.
- 2006 : Coffret Otramar – collection de 7 CD - Cimo & To – Nord Sud
- 2006 : Suite Colombiana – Cimo & To – Nord Sud
- 2006 : Ora Daurada – Cimo & To – Nord Sud
- 2006 : Calènda– Cimo & To – Nord Sud
- 2006 : Adventures-Nord-Sud
- 2006 : Imaginogène-Nord-Sud
- 2005 : Un Pont sur la Mer – Cimo & To – Nord Sud.
- 2005 : Raga Tambourin – Cimo & To – Nord Sud.
- 2003 : Tambourinaire – Buda – Distr. Universal.
- 2003 : Noir & Blanc-Duo avec Konomba Traoré- Al Sur.
- 2002 : Chicha – Cimo & To.
- 2002 : Messatge, Nuits Atypiques de Langon – Daquí.
- 2002 : Vents d'Est-Ungaresca.
- 2000 : Trio Alazar, Keyvan Chemirani, Montanaro et Carlo Rizzo - Al Sur.
- 1999 : Maurin des Maures - Disques de l’Olivier - Distr. Harmonia Mundi.
- 1998 : Gaucelm Faidit, Kecskés Ensemble, Hungaroton (H)-réédition en cd.
- 1998 : Vents d’Est-Ballade pour une mer qui chante-volume 3-Orkhêstra.
- 1997 : Bardoczi Attila - Voyageurs, Fono (H).
- 1997 : Montanaro – Solo - Fono (H).
- 1997 : Montanaro / Raharjo, Java - Stupeurs et Trompettes Édition - Orkhêstra.
- 1997 : Vents d’Est-Ballade pour une mer qui chante-volume 2.
- 1996 : Vents d’Est-Ballade pour une mer qui chante-volume 1- Orkhêstra.
- 1995 : Galoubet-Tambourin Musiques d’hier et d’aujourd’hui - Ocora Radio France.
- 1994 : Montanaro - Théâtre - ARTA (CZ) - Distr. Orkhêstra.
- 1993 : Vents d’Est - Migrations - MG, Auvidis.
- 1993 : Tenson - La Nef des Musiques - Bleu Regard Musidisc.
- 1992 : Mesura & Arte del Danzare. Accadémia Viscontea I musicanti (I).
- 1990 : Montanaro - Collage - Bonton (CZ).
- 1990 : Vents d'Est- Budapest.
- 1975-1979 participation à deux albums de Mauris Mauris e l'Ontario Blues Banda et Nissa Rebella
- 1985: Compilation du Festival de Saint-Chartier avec Kobzos Kiss Tamàs et Ferenc Sebö
- 1983: Plusieurs chansons dans l'album de La Farigouleto.
- 1983: Passatge K7 audio.
- 1979: Musica Occitana d'Encuei Ventadorn
- 1978: Provença per escotar e dançar compilation des deux premiers albums.
- 1978: deux morceaux dans la compilation de Ventadron Dansas Del Pais d'Òc.
- 1977: Viatge Montanaro e la Machòta Edicions Recaliu
- 1977: Participation à l'album de Daniel Daumas Lo monde sera beu deman
- 1975: Musica Populara Occitanas Edicions Recaliu.
- 1975: Participation a la Flor de Libertat de Daniel Daumas Edicions Recaliu

## Filmographie
- 52 nouveaux poèmes visuels ont été ajoutés sur la chaîne YouTube:VOYAGEUR 1234
- Depuis 2010 jusqu'à aujourd'hui 302 films courts ont été réalisés par Miquèu Montanaro sur le travail de la Compagnie accompagnées de pastilles poétiques. Youtube:VOYAGEUR1234.
- EDMOND de Laetitia Carton (1 chanson dans le film, 1performance dans le DVD).
- Vents d'Est, long métrage de György Szomjàs sur le groupe éponyme.
- Prélude de Pan avec Paul Crauchet,d'Après Giono. Ed l'Astronome.
- La suite Colombiana (UNAL-Colombie).
- Chicha (Denis Butner).
- Salam Halikoum Bernard (Fellag par Adam Pianko).
- Orsalher (Films Verts), musique G. Bertrand, (K7).
- Le Président cornemuseux (FR3), musique G. Boréani.
- Les enfants de l'Islam, avec S. Poljanski.
- Arany Madàr (dessin animé), avec K. Kiss Tamàs (H).
- Fekete Màlom (animation) de Krisbai Judith (H).

## Créations de 2001 à 2014
- 2001 : Imaginogène - musique improvisée - avec Serge Pesce (guitare accommodée.)
- 2002 : L’Ora Daurada – nouvelle musique traditionnelle, musique de traverse – avec Laurence Bourdin (vielle électro) et Amanda Gardone (contrebasse).
- 2003 : Opéra Dona – opéra de poche, création pluridisciplinaire.
- 2004 : Un Pont sur la Mer – Enregistrement de la Nouba de la 25e heure, créée en 1994 en collaboration avec Smaïn Hini, Naguib Kateb(Algérie). Cette Nouba est interprétée par l’ensemble de musique gharnati Al Maoussilia d'Oujda (Maroc).
- 2004 : Mathis – création réunissant douze musiciens de la Méditerranée et trois chanteuses, grecque: Nena Venetsanou, turque: Gülseren Yildirim et provençale: Danielle Franzin.
- 2005 : Un Provençal au Château – musique de chambre - pièce pour galoubet tambourin et quintet à cordes – commande du festival Autumn Strings (Prague), interprétée par le Quatuor Talich et Estelle Amsellem.
- 2007 : La Polonaise – chanson – avec Sylvie Berger au chant, et sous la direction artistique de Gabriel Yacoub.
- 2009 : D’Amor de Guerra – création pluridisciplinaire en quatre temps, quatre propositions de spectacles permettant l’exploration de différents genres artistiques : concert / pièce chorégraphique (avec la Cie Rialto Fabrik Nomade) / musique de rue / bal.
- 2010 : Banaminots – concert slam & musiques du monde pour le jeune public – avec Marc-Alexandre Oho Bambe au slam, Miquèu Montanaro aux flûtes et à l’accordéon, Pierre-Laurent Bertolino à la vielle électro-acoustique et Baltazar Montanaro au violon.
- 2011 : .G – musique improvisée – Miquèu Montanaro se recentre autour du galoubet-tambourin pour mieux le détourner. Dans cette aventure, il est accompagné par Catherine Jauniaux au chant, Carlo Rizzo au tamburello, Niké Nagy à la performance visuelle. William Petit réalise la mise en espace.
- 2012 : L'ÄME NUE avec Laurence Bourdin vielle à roue, chant, Fouad Didi Oud, violon, chant, Montanaro accordéon, flûtes, galoubets et chant, composition.
- 2012 : RÊVE D'EREVAN avec Frédéric Nevchehirlian, Guitare, voix, Serge Pesce, Guitare accommodée, Montanaro flûtes, galoubets, saxophone.
- 2012 : LÙM Avec Éléonore Weill
- 2013 : ARPA avec Roxane Martin.
- 2013 : HYPNOS avec Eric Montbel
- 2014 : NEO CIMBALUM MUNDI avec François Rossé
- 2014 : SILENZIO avec Carlo Rizzo
- 2015 : COMA AQUÒ avec Edmond Baudoin et Serge Pesce
- 2017 : KI avec Baltazar Montanaro-Nagy
- 2018 : CHANTS FRAGILES AVEC Edmond Baudoin, Fabien Mornet.
- 2018 : ELECTRO-AIMANT AVEC Christian Sebille
- 2019 : LAVANDE & JASMIN avec Sissy Zhou
- 2020 : BE AVEC Baltazar Montanaro-NAGY.
- 2020 : KAVKAZZ avec Fabien Mornet, Emrah Kaptan, Nuria Rovira Salat
- 2020: ICI & D'APRÈS avec Jean François Vrod et Christian Sebille
- 2021: PATH PROJECT (ciné concert performance) Production Mediawave Hongrie
- 2021 : MÒKOMON  avec Àdam Mòser et Marton Kovàcs. Création Budapest

## Compositions

### Spectacles
- La Polonaise création 2006
- Un provençal au Château avec le Quatuor Talich et Estelle Amsellem
- Chicha
- Ora daurada
- Vents d’Est
- Calendà
- Mathis
- Opéra Dòna  Gardarem lo moral  Le colporteur  Polyphonies en solitaire

### Son et lumières
- Gaspard de Besse (Théâtre de la Méditerranée)
- Le siège de Mons (C.D.O)
- Maurin des Maures  (Théâtre de la Méditerranée)

### Compositions n'ayant pas été enregistrées en CD
- Fuèc, poème symphonique.
- La mort de Maurin, pour ensemble de cordes.
- La bourrée papillon, arrangement pour trio de clarinettes.
- Récréation, marimba et clarinette.
- Q+TGB, pour quatuor à cordes et galoubet-tambourin.
- Camins de temps, pour quatuor à cordes et galoubet-tambourin (commande de l'État).
- Opérette, pour quatuor à cordes, clarinette en Do, hautbois et galoubet-tambourin (version avec texte).
- Ouverture,  pour quatuor à cordes et flûte traversière.
- Lo Caladaire, cantate sur un texte de J.Y. Royer, pour voix, accordéon, guitare accommodée et percussions, création Renat Sette.
- Tenson (1er chant), avec Fred Frith et Ferdinand Richard.
- Tenson (2e chant), avec B. Phillips, C. Tyler, A. Vitous, S. Pesce.
- Performance 1, avec Edmond Baudoin.
- Performance 2, avec Edmond Baudoin et Isabelle Rossignol.
- Noir & Blanc, avec Konomba Traoré.
- Un pont sur la mer (nouba), avec Smaïn Hini et Kateb Naguib  Godi, avec S. Pesce.
- Nagy - Oberbeck (expo), création à Munich avec S. Pesce.
- Poteau rose, création à Salernes avec S. Pesce.
- Théâtre 1, 10 pièces dont 4 improvisées en concert avec K. Ruziska, M.Hejna,  F. Kop, P. Dvorsky.
- Théâtre 2, avec E. Viklicky, F. Kop, M. Hejna, F. Uhlir.
- Dissonance, pièce pour ensemble de galoubets - tambourins (3 voix minimum).
- Passatge, avec J.N. Mabelly, C. Zagaria, D. Phillips.
- Vents d'Est, avec Szabados György  (NB : de ce concert naîtra le groupe Vents d'Est).
- Ballade pour une mer qui chante, pour le groupe Vents d‚Est, avec 7 solistes vocaux, 7 solistes instrumentaux et un chœur (Commande *Festival St Chartier 95).
- Adventures, avec A. Vitous.
- Performance 3, avec Julie Lyonn Lieberman.
- Fragments d'ailleurs, composition de 21 thèmes pour le groupe Dédale (Création St Chartier 98).
- Une nuit à San Marcande, pour clavier et guitare accommodée.
- Musique imaginogène, avec S. Pesce.
- Calme Rêve Innocent, œuvre symphonique créée avec P. Vaillant, R. Tesi et le Brandebürgisher Philharmonie Potsdam (Commande de l'ADIAM 83).
- Messatge, (Commande des Nuits Atypiques de Langon)
- Asmae, cantate marocaine, 1998.
- Taksim, création en résidence en Turquie, 1999.
- Tabacaria, création en résidence en Palestine, 2000.
- 1851, la farandola de la libertat, 2001.

### Musique traditionnelle
- Collaboration avec les groupes : Jaibana (Colombie), Téka (Hongrie), Vujicsics (Hongrie), la Sauterela (Provence), lo cepon (Provence), Cantaril (Portugal), Pedro Aledo (Espagne, Provence), Renat Sette (Provence), les Grallers de l'Accord (Catalogne), Ghymes (Slovaquie), Tambura (Égypte), Sapto Raharjo (Indonésie), Dédale (France).
- Participe à l'Ensemble Méditerranéen dirigé par Pedro Aledo.

### Musique actuelle
- Orlando Sanchez Cubajazz, Danae Blanco (Cuba).
- Improvisations avec Miroslav et Alan VITOUS.
- Musica occitana d'Encuei avec Barre Phillips (réédité en Hongrie et en Pologne).
- Passatge, avec C. Zagaria et D. Phillips.
- Concerts folklore imaginaire :   Festival de musique contemporaine de Toulon Radio France, avec S. Pesce (œuvres de Pesce, Montanaro et Jarrié).

### Musique ancienne
- Colinda. Noëls de Provence STRADA (Québec).
- Noëls de Provence et de Hongrie, avec K. Kiss Tamàs.
- Kalendarium, avec K. Kiss Tamàs.
- Gaulcem Faidit, avec l'ensemble Kecskès.
- Plaintes cléricales et lamentations grégoriennes, avec G. Levot.
- Mesura & Arte del Danzare (Accademia Viscontea).
- Intégrale Bernat de Ventadorn (Kalendarium. Édition Les Monédières).

### Musiques de scène (live)
- La mort de Judas (Paul Claudel)(Dozitheâtre)interprétée par Lionel Garcin.
- L'Affaire de la Belle Cadière.(Compagnie André Neyton).
- In memoriam Bobby Sands, avec D. Regef et G. Bertrand.
- Archéopteryx 7 (A. Gatti), avec D. Regef et G. Bertrand.
- Mémoire sans parole (Compagnie Coatimundi).
- Bloody Mary Show (Théâtre de la Méditerranée).
- Le Mariage de Figaro (Nouveau théâtre de Toulon).
- Le petit Maugein et le Baobab, avec Konomba Traoré du Burkina Faso (Théâtre  de la Carrièra, CAC Tulle).
- La cocarde d'ébène (Théâtre des Antipodes).
- Il Viaggio (C.D.O).
- René Char (C.D.O) pour violoncelle solo.

### Musiques de scène (bande son)
- Occitania for ever (CDO- André Neyton).
- Du beurre dans les rutabagas (CDO-André Neyton).
- 1851(Théâtre de la Méditerranée).
- La légende noire du soldat O. (Théâtre de la Méditerranée).
- Barras (Théâtre de la Méditerranée).
- Le venin du théâtre (Théâtre de la Méditerranée).
- Odyssée 88 (Théâtre de la Méditerranée).
- Une histoire pour le roi (Théâtre du Matin calme).
- Loup noir (Compagnie Coatimundi).
- Les Fourberies de Scapin (Théâtre de la Godille).